# Victoria Silvstedt
Victoria Silvstedt (Skellefteå, 19 de setembro de 1974) é uma modelo, atriz e apresentadora de TV sueca. Foi a Playmate of the Year da revista Playboy em 1997.

## Carreira
Na adolescência, Victoria foi uma praticante de patinação artística no gelo de nível nacional na Suécia. Em 1993, aos 18 anos participou do Miss Suécia, ficando em segundo lugar. O concurso deu-lhe projeção e ela assinou um contrato com uma agência de modelos, indo trabalhar em Paris onde desfilou e fotografou para Chanel, Valentino e Giorgio Armani, entre outros.
Neste mesmo ano, ela posou em nu frontal para um catálago europeu de modelos chamado Girls of Northern Europe, que chamou a atenção de Hugh Hefner, dono da revista Playboy nos Estados Unidos. Em dezembro de 1996 ela foi a Playmate of the Month da revista e no seguinte eleita a Playmate of the Year.
Seu rosto começou a ficar famoso internacionalmente quando estrelou as campanhas publicitárias do jeans Guess?, substituindo Eva Herzigova e Anna Nicole Smith, no fim da década. Nos anos seguintes, seu tipo sensual lhe rendeu capas de revistas como FHM, GQ, Maxim e outras.
Como muitas coelhinhas e modelos antes dela, Victoria tentou uma carreira no meio artístico. Em 2001, gravou o álbum Girl On the Run, pela EMI, que recebeu o disco de ouro em seu país. Entre outras atividades, nos anos seguintes lançou uma coleção própria de lingerie durante a London Fashion Week, participou de programas na MTV e do seriado Melrose Place, apresentou programas de rádio na Grã-Bretanha e atualmente é a apresentadora do quiz-show La Ruota Della Fortuna na televisão italiana além de ter seu próprio reality-show, My Perfect Life, transmitido pelo canal a cabo E!.
Em Hollywood, participou de comédias de baixo orçamento como Ardendo no Frio e Cruzeiro das Loucas, com Cuba Gooding Jr.

## Vida pessoal
Victoria Silvstedt fala fluentemente sueco, inglês, francês e italiano. Foi casada entre 2000 e 2009 com o âncora da WCBS-TV de Nova York, Chris Wragge.